# Sobień (powiat zgierski)
Sobień – wieś w Polsce położona w województwie łódzkim, w powiecie zgierskim, w gminie Aleksandrów Łódzki, położona w sąsiedztwie lasów i drogi krajowej nr 72.
Prywatna wieś duchowna położona była w drugiej połowie XVI wieku w powiecie łęczyckim województwa łęczyckiego. Wieś opactwa cystersów w Wąchocku zamieniona została w 1432 roku na rzecz klasztoru kanoników regularnych w Trzemesznie.

## Historia
Wieś w formie rzędówki z luźną zabudową wzdłuż drogi, przekształcającą się stopniowo w ulicówkę.
W latach 1975–1998 miejscowość należała administracyjnie do ówczesnego województwa łódzkiego.
Posiada bibliotekę, klub sportowy "Orlik", jeden sklep oraz OSP.